# NK Sabunjar Privlaka
NK Sabunjar je hrvatski nogometni klub iz Privlake.
Trenutačno se natječe u 1. ŽNL Zadarske županije. 
Ime je dobio po sabunjarima (pjeskarima).